# Rechtstreeks verkozen senator
Een rechtstreeks verkozen senator was een lid van de Senaat die rechtstreeks werd verkozen door de kiezers van zijn arrondissement en later zijn gemeenschap. De laatste verkiezing van rechtstreeks verkozen senatoren vond plaats met de federale verkiezingen 2010. Vanaf 2014 worden senatoren niet meer rechtstreeks verkozen voor de Senaat.
In de Belgische Senaat zaten tot 2014 verschillende soorten senatoren:
- Rechtstreeks verkozen senatoren (1831-2014)
- Gecoöpteerde senatoren (1921-2014)
- Gemeenschapssenatoren (1995-2014)
- Provinciale senatoren (1894-1995)
- Senatoren van rechtswege (1853-1865, 1906-1909, 1927-1934, 1958-1993, 1994-2013)

De rechtstreeks verkozen senatoren zijn het oudste type van senatoren. Bij de stichting van België waren alle senatoren rechtstreeks verkozen, weliswaar door slechts een klein aantal stemgerechtigde mannen. De senatoren werden in 38 arrondissementele kieskringen verkozen, vanaf 1900 tot 1991 in 21 kieskringen.
Hoewel men via de staatshervorming van de Senaat een kamer wilde maken waarin de deelstaten vertegenwoordigd zouden zijn, wilde men anderzijds niet afstappen van de rechtstreekse verkiezing van deze kamer.  Daarom werd vanaf 1995 (na het Sint-Michielsakkoord) de meerderheid van de leden (40 van de 71) nog rechtstreeks verkozen.
Het verschil met de verkozenen uit de Kamer van volksvertegenwoordigers is het kiescollege waardoor zij verkozen worden.  Bij de verkiezingen voor de Kamer, wordt men gekozen in provinciale kieskringen.  Voor de Senaat bestaan er slechts twee kiescolleges, een Nederlandstalig en Franstalig, gevormd door de taalgebieden. De Duitstaligen vallen daarbij onder het Franse taalgebied.  Hierop bestond nog een uitzondering: in het kiesarrondissement Brussel-Halle-Vilvoorde neemt een kiezer deel aan het Nederlandstalig of het Franstalig kiescollege, afhankelijk van de lijst waarop hij zijn stem uitbrengt.
Het Nederlandstalige kiescollege kiest 25 senatoren, het Franstalige 15.  Deze aantallen weerspiegelen de verhoudingen tussen Nederlandstaligen en Franstaligen, hetgeen niet tot uiting komt in het aantal gemeenschapssenatoren, dat voor de beide grote taalgroepen gelijk is.
Het Vlinderakkoord van 2011 regelde de afschaffing van de rechtstreekse verkiezing van senatoren.
rechtstreeks verkozen senator (1831-2014) - senator van rechtswege (1831-2014) - provinciaal senator (1893-1995) - gecoöpteerd senator (sinds 1921) - gemeenschapssenator/deelstaatsenator (sinds 1995)